# Saluag
Saluag ist eine kleine bewohnte Insel ca. fünf Kilometer südlich der Südspitze der Insel Sibutu im westlichen Teil der Provinz Tawi-Tawi auf den Philippinen. Sie ist der südlichste Landpunkt der Philippinen.
Die winzige Insel hat an ihrer Südspitze einen kleinen Strand und eine Station der philippinischen Küstenwache. Die zwei kleinen Siedlungen der Insel befinden sich im Süden bei der Küstenwachstation sowie im Westen der Insel. Im Süden von Saluag stehen zudem zwei Leuchttürme. Ein alter, stillgelegter Metallturm, sowie ein neuerer in Betrieb befindlicher Betonturm. Die Erhebungen der Insel sind bis zu 10 Metern hoch. 
Nächster internationaler Nachbar ist die malaysische Insel Semporna 80 Kilometer im Westen, und 69 Kilometer im Norden die Küstenortschaft Labian auf einer Halbinsel von Borneo im malaysischen Bundesstaat Sabah.
Das geographische Gegenstück zu Saluag ist Y'Ami Island als nördlichster Landpunkt der Philippinen. 